# Supercopa Libertadores de 1992
A Supercopa Libertadores 1992 foi a quinta edição deste torneio de futebol que reunia os clubes campeões da Taça Libertadores da América. O campeão foi o Cruzeiro, do Brasil, que na final venceu novamente uma equipe argentina, dessa vez o Racing. Assim, os brasileiros garantiram vaga para a disputa da Recopa Sul-Americana de 1993.

## Participantes
| Argentina          |                |                                                                       |
| Clube              | Cidade         | Classificação                                                         |
| ------------------ | -------------- | --------------------------------------------------------------------- |
| Argentinos Juniors | Buenos Aires   | Campeão da Libertadores de 1985                                       |
| Boca Juniors       | Buenos Aires   | Campeão das Libertadores de 1977 e 1978                               |
| Estudiantes        | La Plata       | Campeão das Libertadores de 1968, 1969 e 1970                         |
| Independiente      | Avellaneda     | Campeão das Libertadores de 1964, 1965, 1972, 1973, 1974, 1975 e 1984 |
| Racing             | Avellaneda     | Campeão da Libertadores de 1967                                       |
| River Plate        | Buenos Aires   | Campeão da Libertadores de 1986                                       |
| Brasil             |                |                                                                       |
| Clube              | Cidade         | Classificação                                                         |
| Cruzeiro           | Belo Horizonte | Campeão da Libertadores de 1976                                       |
| Flamengo           | Rio de Janeiro | Campeão da Libertadores de 1981                                       |
| Grêmio             | Porto Alegre   | Campeão da Libertadores de 1983                                       |
| Santos             | Santos         | Campeão das Libertadores de 1962 e 1963                               |
| São Paulo          | São Paulo      | Campeão da Libertadores de 1992                                       |
| Chile              |                |                                                                       |
| Clube              | Cidade         | Classificação                                                         |
| Colo-Colo          | Santiago       | Campeão da Libertadores de 1991                                       |
| Colômbia           |                |                                                                       |
| Clube              | Cidade         | Classificação                                                         |
| Atlético Nacional  | Medellín       | Campeão da Libertadores de 1989                                       |
| Paraguai           |                |                                                                       |
| Clube              | Cidade         | Classificação                                                         |
| Olimpia            | Assunção       | Campeão das Libertadores de 1979 e 1990                               |
| Uruguai            |                |                                                                       |
| Clube              | Cidade         | Classificação                                                         |
| Nacional           | Montevidéu     | Campeão das Libertadores de 1971, 1980 e 1988                         |
| Peñarol            | Montevidéu     | Campeão das Libertadores de 1960, 1961, 1966, 1982 e 1987             |

## Tabela

### Primeira fase
Jogos de ida
| 29 de setembro de 1992 | Boca Juniors         | 2 – 1 | Estudiantes | La Bombonera, Buenos Aires (Argentina) |
|                        | Villarreal · Cabañas |       | Capria      | Árbitro: Francisco Lamolina            |

| 29 de setembro de 1992 | Santos   | 1 – 1 | São Paulo | Palestra Itália, São Paulo (SP) |
|                        | Guga (P) |       | Müller    |                                 |

| 30 de setembro de 1992 | Argentinos Juniors | 1 – 2 | River Plate            | Buenos Aires (Argentina)    |
|                        | Trapasso (P)       |       | Medina Bello · Silvani | Árbitro: Juan Carlos Crespi |

| 30 de setembro de 1992 | Peñarol        | 2 – 2 | Nacional             | Centenario, Montevidéu (Uruguai) |
|                        | Paz · Pedrucci |       | Dely Valdés · Suárez | Árbitro: Carlos Maciel           |

| 2 de outubro de 1992 | Racing                  | 2 – 1 | Independiente | Avellaneda (Argentina) |
|                      | Claudio García · Torres |       | Mahía         | Árbitro: Juan Bava     |

| 7 de outubro de 1992 | Grêmio            | 1 – 1 | Flamengo    | Porto Alegre (RS)                                  |
|                      | Júnior Baiano (C) |       | Paulo Nunes | Público: 18 785 Árbitro: Márcio Rezende de Freitas |

| 8 de outubro de 1992 | Atlético Nacional | 1 – 1 | Cruzeiro      | Atanasio Girardot, Medellín (Côlombia) |
|                      | Restrepo 58' (P)  |       | Renato Gaúcho | Árbitro: Alberto Tejada                |

Jogos de volta
| 7 de outubro de 1992 | Estudiantes | 1 – 0 | Boca Juniors | La Doble Visera, Buenos Aires (Argentina) |
|                      | Siviski     |       |              | Árbitro: Juan Bava                        |

|                                           |     | Penalidades                                  |  |
| Calderón: Lorenzo: Erbín: Yorno: Maydana: | 4–3 | Márcico: Martínez: Carranza: Soñora: Giunta: |  |

| 7 de outubro de 1992 | Olimpia   | 1 – 0 | Colo-Colo | Defensores del Chaco, Assunção (Paraguai) |
|                      | Caballero |       |           | Árbitro: Ulisses Tavares da Silva Filho   |

|                                              |     | Penalidades                                  |  |
| González: Amarilla: Cáceres: Suárez: Romero: | 3–2 | Adomaitis: Biehl: Rebollo: Ramírez: Pizarro: |  |

| 7 de outubro de 1992 | River Plate                 | 3 – 0 | Argentinos Juniors | Monumental de Nuñez, Buenos Aires (Argentina) |
|                      | Toresani · Ortega · Silvani |       |                    | Árbitro: Juan Carlos Biscay                   |

| 7 de outubro de 1992 | Nacional | 1 – 0 | Peñarol | Centenario, Montevidéu (Uruguai) |
|                      | Suárez   |       |         | Árbitro: Enrique Marín           |

| 8 de outubro de 1992 | Independiente | 0 – 0 | Racing | Avellaneda (Argentina)      |
|                      |               |       |        | Árbitro: Francisco Lamolina |

| 14 de outubro de 1992 | Flamengo | 1 – 0 | Grêmio | Estádio Proletário Guilherme da Silveira, Rio de Janeiro (RJ) |
|                       | Rogério  |       |        | Público: 1 975                                                |

| 10 de outubro de 1992 | Cruzeiro                                                                       | 8 – 0 | Atlético Nacional | Mineirão, Belo Horizonte (MG) |
|                       | Luís Fernando 11' · Renato Gaúcho 22' 48' ?' 57' 83' · Nonato 36' · Cleison ?' |       |                   | Público: 64 616               |

| 13 de outubro de 1992 | São Paulo                       | 4 – 1 | Santos | Morumbi, São Paulo (SP) |
|                       | Raí · Palhinha · Válber · Dinho |       | Guga   |                         |

### Quartas de final
Jogos de ida
| 20 de outubro de 1992 | São Paulo | 1 – 2 | Olimpia             | Morumbi, São Paulo (SP) |
|                       | Palhinha  |       | Amarilla · Sanabria | Árbitro: Juan Bava      |

| 21 de outubro de 1992 | Cruzeiro                          | 2 – 0 | River Plate | Mineirão, Belo Horizonte (MG) |
|                       | Paulo Roberto 29' (P) · Cocca (C) |       |             | Árbitro: Juan Escobar Valdez  |

| 22 de outubro de 1992 | Flamengo   | 1 – 0     | Estudiantes | Moça Bonita, Rio de Janeiro (RJ)     |
|                       | Gaúcho (P) | Relatório |             | Público: 1 072 Árbitro: Jorge Nieves |

| 22 de outubro de 1992 | Racing | WO – 0 | Nacional |  |
|                       |        |        |          |  |

Jogos de volta
| 28 de outubro de 1992 | Olimpia  | 1 – 0 | São Paulo | Defensores del Chaco, Assunção (Paraguai) |
|                       | Amarilla |       |           | Árbitro: Alberto Tejada                   |

| 28 de outubro de 1992 | River Plate                          | 2 – 0 | Cruzeiro | Monumental de Nuñez, Buenos Aires (Argentina) |
|                       | Ramón Díaz 88' (P) · Silvani 91' (P) |       |          | Árbitro: Enrique Marín                        |

|                                                      |     | Penalidades                                                   |  |
| Silvani: Da Silva: Medina Bello: Zapata: Ramón Díaz: | 4–5 | Paulo Roberto: Nonato: Renato Gaúcho: Luís Fernando: Douglas: |  |

| 29 de outubro de 1992 | Estudiantes | 1 – 1 | Flamengo   | Estádio Jorge Luis Hirschi, Buenos Aires (Argentina) |
|                       | Siviski     |       | Marquinhos | Árbitro: Ernesto Filippi                             |

### Semifinais
Jogos de ida
| 4 de novembro de 1992 | Flamengo                         | 3 – 3 | Racing                                  | Estádio Municipal Paulo Machado de Carvalho, São Paulo (SP) |
|                       | Júnior · Rogério · Djalminha (P) |       | Graciani · Claudio García · Matosas (P) | Público: 7 951 Árbitro: Armando Peréz                       |

| 4 de novembro de 1992 | Olimpia | 0 – 1 | Cruzeiro      | Defensores del Chaco, Assunção (Paraguai) |
|                       |         |       | Luís Fernando | Árbitro: Jorge Orellana                   |

Jogos de volta
| 11 de novembro de 1992 | Racing   | 1 – 0 | Flamengo | Estádio Presidente Perón, Avellaneda (Argentina) |
|                        | Graciani |       |          | Árbitro: Milton Villavicencio                    |

| 11 de novembro de 1992 | Cruzeiro                           | 2 – 2 | Olimpia            | Mineirão, Belo Horizonte (MG) |
|                        | Paulo Roberto (P) · Roberto Gaúcho |       | Amarilla · Ramírez |                               |

### Finais
Primeiro jogo
| 18 de novembro de 1992 | Cruzeiro                                                   | 4 – 0 | Racing | Mineirão, Belo Horizonte (MG)               |
|                        | Roberto Gaúcho 31' 57' · Luís Fernando 71' · Boiadeiro 85' |       |        | Público: 78 077 Árbitro: José Torres Cadena |

| Cruzeiro | Racing |

| CRUZEIRO:    |    |                   |
|              |    |                   |
| G            | 1  | Paulo César       |
| LD           | 2  | Paulo Roberto (C) |
| Z            | 3  | Luizinho          |
| Z            | 4  | Célio Lúcio       |
| LE           | 6  | Nonato            |
| V            | 8  | Douglas           |
| V            | 17 | Luís Fernando     |
| M            | 10 | Boiadeiro         |
| M            | 9  | Betinho           |
| A            | 7  | Renato Gaúcho     |
| A            | 11 | Roberto Gaúcho    |
| Treinador:   |    |                   |
| Jair Pereira |    |                   |

| RACING:           |   |                |                                   |    |
|                   |   |                |                                   |    |
| G                 | 1 | Roa            |                                   |    |
| LD                | 5 | Reinoso        |                                   |    |
| Z                 | 4 | Borelli        | Penalizado · Penalizado · Expulso |    |
| Z                 |   | Zaccanti       | Penalizado · Penalizado · Expulso |    |
| LE                | 3 | Distéfano      |                                   |    |
| V                 |   | Costas         |                                   |    |
| V                 |   | Matosas        |                                   | a' |
| M                 |   | Guendulain     |                                   |    |
| M                 |   | Rubén Paz      |                                   |    |
| A                 |   | Claudio García |                                   |    |
| A                 |   | Graciani       |                                   | b' |
| Substituição:     |   |                |                                   |    |
| A                 |   | Félix Torres   |                                   | a' |
| Z                 |   | Vallejos       |                                   | b' |
| Treinador:        |   |                |                                   |    |
| Humberto Grondona |   |                |                                   |    |

Segundo jogo
| 25 de novembro de 1992 | Racing             | 1 – 0 | Cruzeiro | Avellaneda (Argentina)       |
|                        | Claudio García (P) |       |          | Árbitro: Juan Escobar Valdez |

| Racing | Cruzeiro |

| RACING:           |   |                |                                   |    |
|                   |   |                |                                   |    |
| G                 | 1 | Roa            |                                   |    |
| LD                | 5 | Reinoso        |                                   |    |
| Z                 |   | Vallejos       |                                   | a' |
| Z                 | 3 | Distéfano      |                                   |    |
| LE                |   | Costas         |                                   |    |
| V                 |   | Matosas        |                                   | b' |
| V                 |   | Guendulain     |                                   |    |
| M                 |   | Rubén Paz      |                                   |    |
| M                 |   | Carlos Torres  |                                   |    |
| A                 |   | Claudio García | Penalizado · Penalizado · Expulso |    |
| A                 |   | Graciani       |                                   |    |
| Substituição:     |   |                |                                   |    |
| A                 |   | Félix Torres   |                                   | a' |
| M                 |   | Cabrol         |                                   | b' |
| Treinador:        |   |                |                                   |    |
| Humberto Grondona |   |                |                                   |    |

| CRUZEIRO:     |    |                   |  |    |
|               |    |                   |  |    |
| G             | 1  | Paulo César       |  |    |
| LD            | 2  | Paulo Roberto (C) |  |    |
| Z             | 3  | Luizinho          |  |    |
| Z             | 4  | Célio Lúcio       |  |    |
| LE            | 6  | Nonato            |  |    |
| V             | 8  | Douglas           |  |    |
| V             | 17 | Luís Fernando     |  |    |
| M             | 10 | Boiadeiro         |  |    |
| M             | 9  | Betinho           |  |    |
| A             | 7  | Renato Gaúcho     |  |    |
| A             | 11 | Roberto Gaúcho    |  | a' |
| Substituição: |    |                   |  |    |
| Z             |    | Arley Álvares     |  | a' |
| Treinador:    |    |                   |  |    |
| Jair Pereira  |    |                   |  |    |

## Confrontos
|  | Oitavas de final               | Oitavas de final               | Oitavas de final               | Oitavas de final               |             |             | Quartas de final   | Quartas de final   | Quartas de final   |  |          | Semifinais         | Semifinais         | Semifinais         |  |        | Final               | Final               | Final               | Final               | Final               |
|  | 29 de setembro a 10 de outubro | 29 de setembro a 10 de outubro | 29 de setembro a 10 de outubro | 29 de setembro a 10 de outubro |             |             | 20 a 30 de outubro | 20 a 30 de outubro | 20 a 30 de outubro |  |          | 4 a 11 de novembro | 4 a 11 de novembro | 4 a 11 de novembro |  |        | 18 e 25 de novembro | 18 e 25 de novembro | 18 e 25 de novembro | 18 e 25 de novembro | 18 e 25 de novembro |
|  |                                |                                |                                |                                |             |             |                    |                    |                    |  |          |                    |                    |                    |  |        |                     |                     |                     |                     |                     |
|  | 1                              | Estudiantes                    | 1                              | 1 (4)                          |             |             |                    |                    |                    |  |          |                    |                    |                    |  |        |                     |                     |                     |                     |                     |
|  | 16                             | Boca Juniors                   | 2                              | 0 (3)                          |             |             |                    |                    |                    |  |          |                    |                    |                    |  |        |                     |                     |                     |                     |                     |
|  | 16                             | Boca Juniors                   | 2                              | 0 (3)                          |             | Estudiantes | 0                  | 1                  |                    |  |          |                    |                    |                    |  |        |                     |                     |                     |                     |                     |
|  |                                |                                |                                |                                |             | Estudiantes | 0                  | 1                  |                    |  |          |                    |                    |                    |  |        |                     |                     |                     |                     |                     |
|  |                                | Flamengo                       | 1                              | 1                              |             |             |                    |                    |                    |  |          |                    |                    |                    |  |        |                     |                     |                     |                     |                     |
|  | 8                              | Flamengo                       | 1                              | 1                              | Flamengo    | 1           | 1                  |                    |                    |  |          |                    |                    |                    |  |        |                     |                     |                     |                     |                     |
|  | 8                              |                                |                                |                                | Flamengo    | 1           | 1                  |                    |                    |  |          |                    |                    |                    |  |        |                     |                     |                     |                     |                     |
|  | 9                              | Grêmio                         | 1                              | 0                              |             |             |                    |                    |                    |  |          |                    |                    |                    |  |        |                     |                     |                     |                     |                     |
|  | 9                              | Grêmio                         | 1                              | 0                              |             |             |                    |                    |                    |  | Flamengo | 3                  | 0                  |                    |  |        |                     |                     |                     |                     |                     |
|  |                                |                                |                                |                                |             |             |                    |                    |                    |  | Flamengo | 3                  | 0                  |                    |  |        |                     |                     |                     |                     |                     |
|  |                                | Racing                         | 3                              | 1                              |             |             |                    |                    |                    |  |          |                    |                    |                    |  |        |                     |                     |                     |                     |                     |
|  | 5                              | Racing                         | 3                              | 1                              | Nacional    | 2           | 1                  |                    |                    |  |          |                    |                    |                    |  |        |                     |                     |                     |                     |                     |
|  | 5                              |                                |                                |                                | Nacional    | 2           | 1                  |                    |                    |  |          |                    |                    |                    |  |        |                     |                     |                     |                     |                     |
|  | 12                             | Peñarol                        | 2                              | 0                              |             |             |                    |                    |                    |  |          |                    |                    |                    |  |        |                     |                     |                     |                     |                     |
|  | 12                             | Peñarol                        | 2                              | 0                              |             | Nacional    | 0                  | -                  |                    |  |          |                    |                    |                    |  |        |                     |                     |                     |                     |                     |
|  |                                |                                |                                |                                |             | Nacional    | 0                  | -                  |                    |  |          |                    |                    |                    |  |        |                     |                     |                     |                     |                     |
|  |                                | Racing                         | WO                             | -                              |             |             |                    |                    |                    |  |          |                    |                    |                    |  |        |                     |                     |                     |                     |                     |
|  | 4                              | Racing                         | WO                             | -                              | Racing      | 2           | 0                  |                    |                    |  |          |                    |                    |                    |  |        |                     |                     |                     |                     |                     |
|  | 4                              |                                |                                |                                | Racing      | 2           | 0                  |                    |                    |  |          |                    |                    |                    |  |        |                     |                     |                     |                     |                     |
|  | 13                             | Independiente                  | 1                              | 0                              |             |             |                    |                    |                    |  |          |                    |                    |                    |  |        |                     |                     |                     |                     |                     |
|  | 13                             | Independiente                  | 1                              | 0                              |             |             |                    |                    |                    |  |          |                    |                    |                    |  | Racing | 0                   | 1                   |                     |                     |                     |
|  |                                |                                |                                |                                |             |             |                    |                    |                    |  |          |                    |                    |                    |  | Racing | 0                   | 1                   |                     |                     |                     |
|  |                                | Cruzeiro                       | 4                              | 0                              |             |             |                    |                    |                    |  |          |                    |                    |                    |  |        |                     |                     |                     |                     |                     |
|  | 2                              | Cruzeiro                       | 4                              | 0                              | São Paulo   | 1           | 4                  |                    |                    |  |          |                    |                    |                    |  |        |                     |                     |                     |                     |                     |
|  | 2                              |                                |                                |                                | São Paulo   | 1           | 4                  |                    |                    |  |          |                    |                    |                    |  |        |                     |                     |                     |                     |                     |
|  | 15                             | Santos                         | 1                              | 1                              |             |             |                    |                    |                    |  |          |                    |                    |                    |  |        |                     |                     |                     |                     |                     |
|  | 15                             | Santos                         | 1                              | 1                              |             | São Paulo   | 1                  | 0                  |                    |  |          |                    |                    |                    |  |        |                     |                     |                     |                     |                     |
|  |                                |                                |                                |                                |             | São Paulo   | 1                  | 0                  |                    |  |          |                    |                    |                    |  |        |                     |                     |                     |                     |                     |
|  |                                | Olimpia                        | 2                              | 1                              |             |             |                    |                    |                    |  |          |                    |                    |                    |  |        |                     |                     |                     |                     |                     |
|  | 7                              | Olimpia                        | 2                              | 1                              | Olimpia     | 0           | 1 (3)              |                    |                    |  |          |                    |                    |                    |  |        |                     |                     |                     |                     |                     |
|  | 7                              |                                |                                |                                | Olimpia     | 0           | 1 (3)              |                    |                    |  |          |                    |                    |                    |  |        |                     |                     |                     |                     |                     |
|  | 10                             | Colo-Colo                      | 1                              | 0 (2)                          |             |             |                    |                    |                    |  |          |                    |                    |                    |  |        |                     |                     |                     |                     |                     |
|  | 10                             | Colo-Colo                      | 1                              | 0 (2)                          |             |             |                    |                    |                    |  | Olimpia  | 0                  | 2                  |                    |  |        |                     |                     |                     |                     |                     |
|  |                                |                                |                                |                                |             |             |                    |                    |                    |  | Olimpia  | 0                  | 2                  |                    |  |        |                     |                     |                     |                     |                     |
|  |                                | Cruzeiro                       | 1                              | 2                              |             |             |                    |                    |                    |  |          |                    |                    |                    |  |        |                     |                     |                     |                     |                     |
|  | 6                              | Cruzeiro                       | 1                              | 2                              | River Plate | 2           | 3                  |                    |                    |  |          |                    |                    |                    |  |        |                     |                     |                     |                     |                     |
|  | 6                              |                                |                                |                                | River Plate | 2           | 3                  |                    |                    |  |          |                    |                    |                    |  |        |                     |                     |                     |                     |                     |
|  | 11                             | Argentinos Juniors             | 1                              | 0                              |             |             |                    |                    |                    |  |          |                    |                    |                    |  |        |                     |                     |                     |                     |                     |
|  | 11                             | Argentinos Juniors             | 1                              | 0                              |             | River Plate | 0                  | 2 (4)              |                    |  |          |                    |                    |                    |  |        |                     |                     |                     |                     |                     |
|  |                                |                                |                                |                                |             | River Plate | 0                  | 2 (4)              |                    |  |          |                    |                    |                    |  |        |                     |                     |                     |                     |                     |
|  |                                | Cruzeiro                       | 2                              | 0 (5)                          |             |             |                    |                    |                    |  |          |                    |                    |                    |  |        |                     |                     |                     |                     |                     |
|  | 3                              | Cruzeiro                       | 2                              | 0 (5)                          | Cruzeiro    | 1           | 8                  |                    |                    |  |          |                    |                    |                    |  |        |                     |                     |                     |                     |                     |
|  | 3                              |                                |                                |                                | Cruzeiro    | 1           | 8                  |                    |                    |  |          |                    |                    |                    |  |        |                     |                     |                     |                     |                     |
|  | 14                             | Atlético Nacional              | 1                              | 0                              |             |             |                    |                    |                    |  |          |                    |                    |                    |  |        |                     |                     |                     |                     |                     |

| Supercopa Libertadores 1992  |
| ---------------------------- |
| Cruzeiro Campeão (2º título) |